# Kalasaari (ö i Norra Österbotten)
Kalasaari är en ö i Finland. Den ligger i sjön Niemenjärvi och i kommunen Brahestad i den ekonomiska regionen  Brahestads ekonomiska region  och landskapet Norra Österbotten, i den centrala delen av landet, 500 km norr om huvudstaden Helsingfors. Öns area är 0,2 hektar och dess största längd är 60 meter i sydöst-nordvästlig riktning.